# 方丹勒皮
方丹勒皮（法語：Fontaine-le-Puits，法語發音：[fɔ̃tɛn lə pɥi]）是法国萨瓦省的一个旧市镇，属于阿尔贝维尔区。2016年1月1日，方丹勒皮与市镇萨兰莱泰尔姆合并为新市镇萨兰-方丹。

## 地名
“方丹”（Fontaine）意为“泉”。法语地名通名在“枫丹白露”（Fontainebleau）等少数拥有传统译名的地名中译作“枫丹”，不过在《世界地名翻译大辞典》、《世界地名译名词典》和《法国地图册》等主流地名译名类书籍资料中多译作“方丹”。

## 地理
方丹勒皮（45°27'26"N, 6°30'26"E）面积4.47 平方千米，位于法国奥弗涅-罗讷-阿尔卑斯大区萨瓦省，该省份为法国东部省份，历史上为薩伏依的一部分，北起上萨瓦省，西接伊泽尔省和安省，南部和东部与上阿尔卑斯省和意大利接壤。
与方丹勒皮接壤的市镇（或旧市镇、城区）包括：勒布瓦、圣让德贝尔维尔、莱贝尔维尔、萨兰-方丹、维拉尔吕兰、圣马丹德贝尔维尔、萨兰莱泰尔姆。
方丹勒皮的时区为UTC+01:00、UTC+02:00（夏令时）。

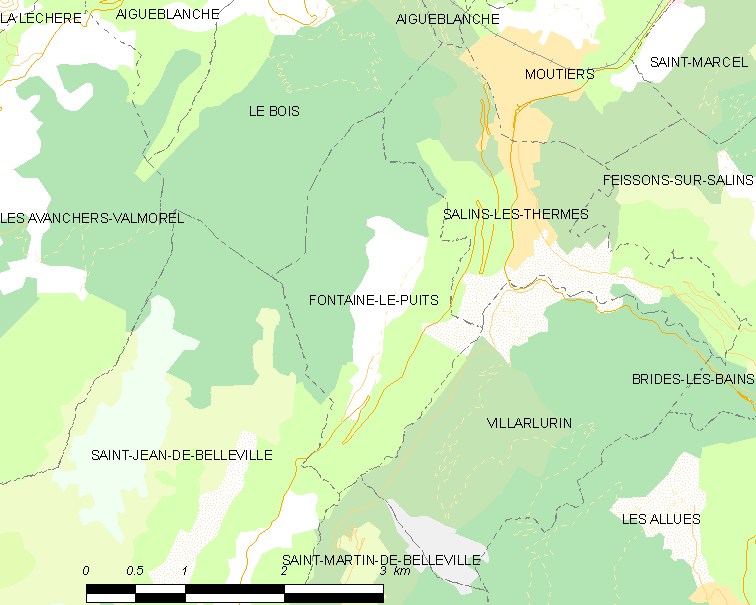
方丹勒皮的OSM定位图

## 行政
方丹勒皮的邮政编码为73600，INSEE市镇编码为73115。

## 政治
方丹勒皮所属的省级选区为穆捷县。

## 人口

1962-2008年间方丹勒皮人口变化图示

方丹勒皮于2018年1月1日时的人口数量为123人。